# Фернандес Гонсалес, Серхио
Серхио Фернандес Гонсалес (исп. Sergio Fernández González; родился 23 мая 1977, Авилес, Испания) — испанский футболист, игравший на позиции центральный защитник и в разные времена защищавший цвета хихонского «Спортинга», «Сельты», «Сарагосы» и «Осасуны». Всего за свою 17-летнюю карьеру Серхио появлялся на поле в 295 матчах Ла Лиги на протяжении 15 сезонов, 9 раз отметившись в воротах противников.

## Карьера
Уроженец Авилеса, Серхио воспитывался в молодёжных командах хихонского «Спортинга», одного из двух крупнейших футбольных клубов Астурии. 7 января 1996 года защитник дебютировал в основном составе в домашнем матче против «Саламанки», завершившемся победой хозяев со счётом 3:2. Продолжив выступать за родной клуб в трёх следующих сезонах, он хорошо зарекомендовал себя, став постоянным игроком основы вплоть до конца турнира 1997—1998 годов, когда «Спортинг» покинул Примеру.
Летом 1999 года Серхио перешёл в «Сельту» из Виго, на многие годы став важной частью обороны галисийского клуба в играх национального первенства и международных матчах. В провальном для команды сезоне 2003—2004 годов он отыграл 19 матчей из 38. Следующий год игрок провёл в Сегунде, один из его редких голов (9 января 2005 года в домашней победе (2:1) против «Хереса») помог команде вернуться в высший испанский дивизион. В завершающем для себя сезоне в «Сельте», он продолжал регулярно появляться на поле, оставаясь заметной фигурой в обороне своей команды, финишировавшей в итоговой таблице в еврокубковой зоне, на шестом месте.
В межсезонье Серхио подписал контракт с «Сарагосой», таким образом вернувшись под опеку бывшего тренера «Сельты» Виктора Фернандеса и в компанию к бывшему одноклубнику Хуанфрану. В сезоне 2006—2007 годов он провёл на поле 28 матчей, а его команда заняла шестое место, позволившее ей выступить в Кубке УЕФА. Следующий год сложился у «Сарагосы» значительно хуже. Хотя 11 мая 2008 года, Серхио вновь отметился голом на последней минуте в ворота мадридского «Реала», сравняв счёт в домашнем матче (2:2), арагонский клуб покинул высший испанский футбольный дивизион.
В середине ноября 2008 года Серхио подписал контракт с «Осасуной», действовавший до конца сезона. Наваррский клуб в это время потерял своего основного защитника Роверсио, из-за серьёзной травмы колена полученной в кубковом матче против «Хетафе». Серхио получил футболку с номером травмированного бразильца — 16.
В последующих сезонах ветеран регулярно выходил на поле, как при Хосе Антонио Камачо, так и при Хосе Луисе Мендилибаре. Так 6 марта 2011 года, в матче против «Малаги», его удар головой на 92-й минуте принёс первую гостевую победу его команде в сезоне.
По завершении удачного сезона 2011/2012 годов, в котором Серхио также смог отличиться одним голом в двадцати играх, чем поспособствовал сохранению места «Осасуны» в Примере, 20 июня 2012 года 35-летний Серхио подписал двухлетний контракт со своим родным клубом «Спортинг», только что деклассированным в Сегунду. И всё же старые травмы взяли своё, и спустя всего четыре месяца защитник принял решение о завершении карьеры.